# Hadházy Zsigmond
Dr. Hadházy Zsigmond (Hajdúhadház, 1876. május 7. – Debrecen, 1942. december 11.) ügyvéd, politikus, főispán.

## Élete
Hadházy József és Hadházy Eszter gyermekeként született hatgyermekes köznemesi családba. A középiskolát Hajdúhadházon és Késmárkon végezte, majd Debrecenben jogot hallgatott, végül Kolozsváron doktorált jogtudományból. Budapesten ügyvédi oklevelet szerzett, majd szülővárosába hazatérve ügyvédi irodát nyitott. 1920-ban országgyűlési mandátumot szerzett, Hajdúnánást képviselte a parlamentben, majd újra megválasztották 1922-ben is. 1923-ban Hajdú vármegye és Debrecen tjv. főispánjává nevezték ki a hivatalában elhunyt Miskolczy Lajos helyett, mely tisztét 9 éven keresztül töltötte be. Emellett örökös tagja volt Hajdú vármegye törvényhatósági bizottságának is, de ezen túl több egyházi és világi tisztséget is betöltött.

### Családja
1901-ben vette feleségül taktakenézi Kövér Erzsébetet (1883–1941), 5 gyermekük született: Béla, Elemér, Aranka, Levente és Lenke.

## Érdemei, elismerései
- Magyar Érdemrend középkeresztje a csillaggal
- Kormányzói Elismerés
- Hajdúhadház díszpolgára
- Hajdúsámson díszpolgára